# Movetwo
Movetwo sind ein deutsches Komponisten-Duo, bestehend aus Markus Löffler und Axel Kornmesser. Seit 1997 arbeiten die beiden Münchner Musiker und Produzenten in verschiedenen musikalischen Projekten zusammen. Seit dem Jahr 2004 firmieren die beiden Künstler unter dem Namen "movetwo". 
Markus Löffler spielt Klavier und Cello und kann auf E-Bass, Schlagzeug und Gitarre Kompositionen unterstützen. Bereits mit 17 interessierte er sich für Studioarbeit und Tontechnik und produzierte die ersten eigenen Kompositionen. Er reiste viele Jahre mit Bands als Keyboarder oder als Tontechniker und kümmerte sich um die Studioarbeit. 
Axel Kornmesser ist Musiker mit Bühnen- und Studioerfahrung als Sänger und Gitarrist. 
Schwerpunkt der musikalischen Ausrichtung bildet die Vertonung von Naturdokumentationen. In diesem Zusammenhang arrangieren Movetwo unterschiedliche Musikstile, von Filmmusik über Ambient, Chill Out, Lounge, Pop oder Electro.

## Produktionen
2005 erscheint im Auftrag der ESO (Europäische Südsternwarte) der Dokumentarfilm Hubble – 15 Years of Discovery über 15 Jahre Geschichte des Nasa/Esa Hubble-Weltraumteleskops. Der eigens für den Film komponierte Soundtrack zum Film wird die erste gemeinsame Veröffentlichung von Movetwo. 
2006 produzierte movetwo den Titel Wildlife für den TV-Werbespot „3 Euro retten seine Welt“ des „World Wide Fund For Nature“ (WWF), der 2008 erneut ausgestrahlt wurde.
2008: Musikkomposition und Produktion für den Medienpreis „Starke Familie“. Mit dem Medienpreis „Starke Familie“ zeichnen die Albert-Schweitzer-Kinderdörfer und -Familienwerke Filmbeiträge über starke Familien aus. Der Medienpreises „Starke Familie“ 2008 wurde am 8. November im Theater Erfurt verliehen.
2008 produzierte movetwo die Titelmusik und alle Soundeffekte des offiziellen Trailers der Internationalen Astronomischen Union (IAU) und UNESCO für das Internationale Jahr der Astronomie 2009 (IYA). 
2009 veröffentlichten Movetwo in Zusammenarbeit mit der ESA den Dokumentarfilm Eyes on the Skies, für den sie die Musik komponieren und Soundeffekte kreieren. Eyes on the Skies ist einer der offiziellen Filme anlässlich des Internationalen Jahrs der Astronomie 2009 und zeigt 400 Jahre Geschichte der Teleskope und Einblicke in die Zukunft der Astronomie. 
2009 produzierte Movetwo den Titel Beauty of Borneo für den TV-Werbespot Orang-Utan des World Wide Fund For Nature (WWF).
2010 produzierte Movetwo die Musik für zwei Werbespots unter dem Motto Tiger in Not des World Wide Fund For Nature (WWF). 
2011 veröffentlichen Movetwo das Chillout-Album Sloppy Chilled.
2011 produzierte Movetwo die Musik für die TV- und Hörfunkkampagne 2011 des „World Wide Fund For Nature“ (WWF) „5 Euro retten seine Welt“ für gefährdete Elefanten.
2012 arbeiten Movetwo im Auftrag der ESO (Europäische Südsternwarte) für den Dokumentarfilm Europe to the Stars – ESO’s First 50 Years of Exploring the Southern Sky, für den sie die Musik komponieren und Soundeffekte kreieren. 
2013 lieferte Movetwo die Musik für die TV-Kampagne unter dem Motto „Gestern war sie noch da“ des WWF Deutschland.
2015 lieferte Movetwo die Musik für die Internet-Kampagne Light Guys der Firma Osram.

### Diskografie
- 2005: „Hubble – 15 Years of Discovery“ (Filmmusik CD mit DVD)
- 2009: „Eyes on the Skies“ (Filmmusik CD mit DVD)
- 2011: „Sloppy Chilled“